# Zamudio
Zamudio es una anteiglesia y municipio de la provincia de Vizcaya, País Vasco. Se ubica en la sub-comarca del Valle de Asúa, más conocido como Txorierri o Valle de Txorierri.
En él se encuentra el Parque Tecnológico de Zamudio, conectado a Bilbao mediante la línea de Bizkaibus y mediante la línea 4 de Euskotren.
Su principal núcleo es el ubicado en torno al antiguo barrio de Arteaga, con una población de 2703 habitantes. Otros barrios menos poblados son Geldo, Lekunbiz, Eleixalde, Aranoltza, Arteaga y Santimami. Existieron algunos enclaves municipales en pueblos como Derio, pero actualmente no existen.

## Historia
Según Lope García de Salazar en su libro Bienandanzas e Fortunas, Galindo Ordóñez fundó en el año 930 la parroquia de San Martín y La Torre de Zamudio.
Un fijo del Rey de Navarra fue Conde de Gaviria, que es açerca de Tolosa de Navarra, ca en aquel tienpo Guipúzcoa era del reino de Navarra, e llamávase el conde don Ordoño de Gaviria. E ovo un fijo legítimo que se llamava Galindo Ordónez e fue airado del Rey de Navarra, su señor, e vino a poblar en Çamudio; e fizo la torre de Arteaga Gáureji e fizo el monesterio de Sant Martín de Arteaga.
Esta casa-torre se ha conocido con diferentes nombres: Torre de Zamudio, Torre de los Zamudio, Torre Malpica; pero la forma más popular llegada a nuestros tiempos es la de Palazioa (Palacio en euskara). Su actual denominación oficial es la de Zamudiotorre.
En el siglo XIII la familia Ordoño edifica la torre de Olariaga. Zamudio fue un importante nudo de comunicaciones ya que se encontraba en el cruce de los caminos que unían Bilbao (villa cuyo principal acceso era el portal de Zamudio) con Bermeo a través de Munguía por un lado, y por otro Plencia y la margen derecha de la ría con el interior del señorío a través de Larrabezúa.
En el siglo XIV llegó el linaje de los Zamudio a ser uno de los más poderosos de Vizcaya, ejerciendo su dominio sobre buena parte de los valles de Salcedo y Orozco. Pero debido al reparto del patrimonio entre los descendientes de dicha casa, su poder mermó, en el momento de mayor peligro debido a las guerras banderizas, donde los Zamudio, y en ese momento un nuevo Ordoño, es activo participante, luchando con sus tradicionales enemigos, la casa de Butrón, con quienes desde 1275 tienen enfrentamientos. Así en 1409 Gómez González de Butrón quema la torre de Ordoño de Zamudio (presos Sancho Ortiz de Zamudio y su mujer, María Alonsa de Mujika). En 1443 los Butrón incendiaban los palacios de Martín de Arteaga y la torre de Olariaga. Finalizando la crisis que había dado lugar a las luchas entre linajes, los antiguos banderizos adquirieron una nueva posición social, vinculándose a puestos en la administración y el ejército, a la vez que se hacen rentistas. Esta nobleza rural en sus enfrentamientos con los comerciantes durante la matxinada de 1718, hizo que en la anteiglesia de Zamudio se produjesen diversas revueltas.
En 1927 se fusionó con el municipio de Derio, volviendo a constituir municipio independiente en 1931.
En 1966 Zamudio fue anexionado a Bilbao junto con los municipios de Erandio, Sondica, Lujua y Derio por decreto del 30 de marzo. El 1 de enero de 1983 Zamudio se segrega de Bilbao por decreto del 20 de diciembre de 1982, constituyéndose en municipio independiente con los límites territoriales de 1966.

## Demografía
Zamudio cuenta con una población de 3314 habitantes (INE 2024).
| Gráfica de evolución demográfica de Zamudio entre 1842 y 2021 |
| |
| Población de derecho según los censos de población del INE Población de hecho según los censos de población del INEEntre el censo de 1930 y el anterior, aparece este municipio porque se fusionan los municipios 48513 (Derio) y 48534 (Zamudio) Entre el censo de 1930 y el anterior, este municipio desaparece porque se agrupa en el municipio 48535 (Zamudio Derio) Entre el censo de 1940 y el anterior, este municipio desaparece porque se integra por partes en los municipios 48513 (Derio) y en 48534 (Zamudio) Entre el censo de 1940 y el anterior, aparece este municipio porque se segrega del municipio 48535 (Zamudio Derio) Entre el censo de 1970 y el anterior, este municipio desaparece porque se integra en el municipio 48020 (Bilbao) Entre el censo de 1991 y el anterior, aparece este municipio porque se segrega del municipio 48020 (Bilbao) |

## Administración y política

### Gobierno municipal
| Partido político                                              | 2023  | 2023  | 2023       | 2019  | 2019  | 2019       | 2015  | 2015  | 2015       | 2011  | 2011  | 2011       | 2007  | 2007  | 2007       |
| Partido político                                              | %     | Votos | Concejales | %     | Votos | Concejales | %     | Votos | Concejales | %     | Votos | Concejales | %     | Votos | Concejales |
| Euzko Alderdi Jeltzalea-Partido Nacionalista Vasco (EAJ-PNV)  | 49,73 | 847   | 6          | 54,86 | 982   | 7          | 55,02 | 987   | 7          | 52,55 | 949   | 7          | 69,34 | 1011  | 9          |
| Euskal Herria Bildu (EH Bildu)-Bildu                          | 37,46 | 638   | 5          | 32,34 | 579   | 4          | 36,79 | 660   | 4          | 30,34 | 548   | 4          | —     | —     | —          |
| Partido Socialista de Euskadi-Euskadiko Ezkerra (PSE-EE PSOE) | 6,22  | 106   | 0          | 5,47  | 98    | 0          | 4,74  | 85    | 0          | 6,98  | 126   | 0          | 10,84 | 158   | 1          |
| Elkarrekin Podemos-Ezker Anitza-IU-Ezker Batua-Berdeak (EB-B) | 4,22  | 72    | 0          | 4,91  | 88    | 0          | —     | —     | —          | 3,10  | 56    | 0          | 7,75  | 113   | 1          |
| Partido Popular del País Vasco (PP)                           | 0,99  | 17    | 0          | 1,45  | 26    | 0          | 1,45  | 26    | 0          | 4,32  | 78    | 0          | 5,83  | 85    | 0          |
| Eusko Alkartasuna (EA)                                        | —     | —     | —          | —     | —     | —          | —     | —     | —          | —     | —     | —          | 4,32  | 63    | 0          |

### Organización territorial
El municipio está comprendido por las entidades singulares de población de Geldo, Aranoltza, Ugaldeguren y Arteaga.

## Patrimonio

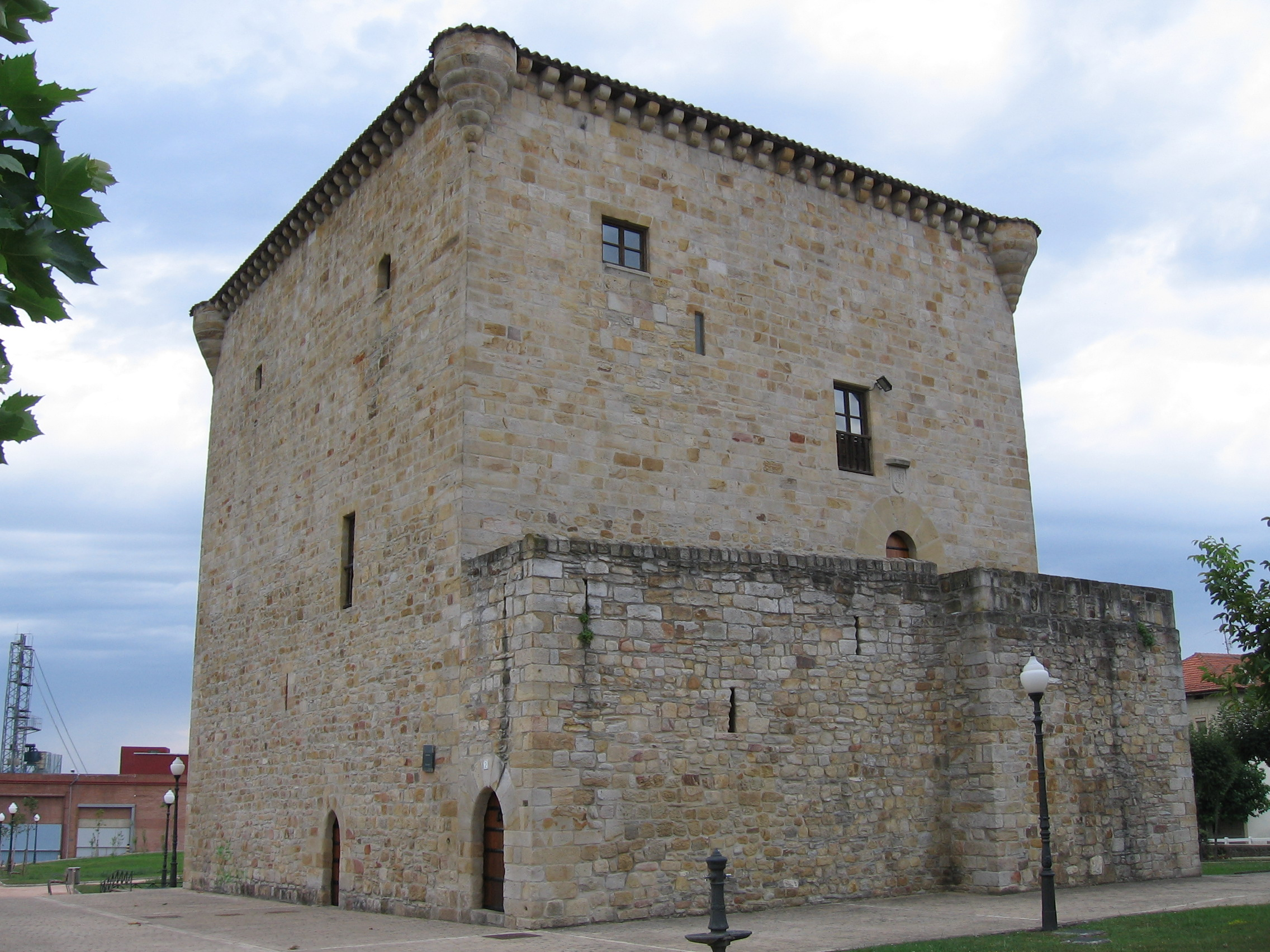
Torre Malpica o de Zamudio

- Torre Malpica o de ZamudioEntre sus monumentos destaca la Torre Malpica, casa-torre medieval de principios del siglo XV situada en el barrio de Arteaga, junto a la iglesia de San Martín. La torre fue construida por el linaje de los Zamudio, pero en el siglo XVIII la torre pasó a ser propiedad de la familia Malpica. Luego se convirtió en casa de labranza, actividad que mantuvo hasta finales del siglo XX, cuando pasó a manos municipales y se reconstruyó, ubicando en ella la biblioteca municipal y una sala multiusos en sus bajos.

- Iglesia de San Martín. Antiguo templo fundado en la Alta Edad Media, año 930, en gótico vasco por los Gabiria y los Zamudio, señores de la torre de Zamudio. Sufrió numerosas modificaciones hasta su reconstrucción en la segunda mitad del siglo XVII, con un marcado estilo renacentista.

- Iglesia parroquial de Eleizalde. El entorno de Eleizalde, con la iglesia parroquial, la casa torre de Zamudio, el    solar de Cadalso y la casa consistorial, concentra los edificios patrimoniales cultos más importantes.